# Misha Kovar

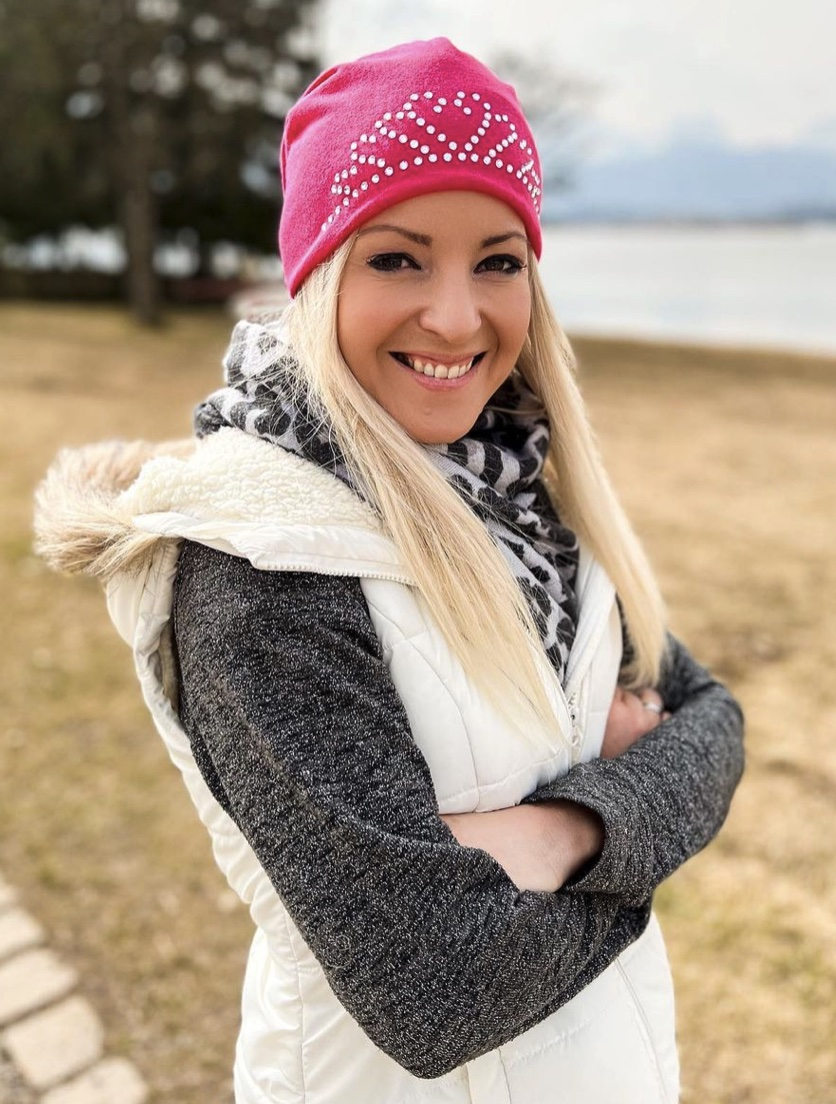
Misha Kovar (2022)

Misha Kovar (* 6. März 1982 in Opava, Tschechoslowakei als Michaela Kovarikova) ist eine österreichische Sängerin und Schauspielerin.

## Leben und Karriere
Michaela Kovarikova absolvierte 1998 das Konservatorium der Stadt Wien. Während des Studiums bekam sie die Rolle der Sarah im Musical Tanz der Vampire. Es folgten weitere Engagements, unter anderem in Jekyll & Hyde (Köln und Bremen), Evita (Lübeck, Trier, Wiesbaden, Dresden), Der Ring (Saarbrücken), Phantasma (Saarbrücken), Ludwig² (Kempten und Füssen). 2019 spielte sie die Titelrolle Johanna im Musical Die Päpstin (Füssen). 2020 spielte sie das Premierenwochenende des Musicals Die Päpstin (Schwäbisch Gmünd).
Für die deutsche Originalproduktion von We Will Rock You (Köln) wurde sie ausgewählt. Kovar sang den Song No-One but you, der von Brian May für Freddie Mercury nach dessen Tod geschrieben wurde.
Neben ihren Musical-Engagements steht Kovar international auf Bühnen verschiedener Events. Sie war Mitglied der Girlband T Kay Oh in den USA (Musiklabel Def Jam Island Records Jay-Z), trat mit Lumidee bei der Europa-Tour auf und sang mit Queen im Rheinenergiestadion in Köln, trat bei der ZDF-Silvestergala „Willkommen 2012“ auf und spielte neben Götz George in Schimanski. Als Sängerin veröffentlichte sie drei Singles aus dem Pop-Schlager-Genre, die alle Top-Platzierungen in diversen Download-Charts erreichten.
Im Jahr 2021 kreierte Misha Kovar ihr eigenes Genre „Klassik-Popschlager“. Ihr 2021 erschienener Song Die Königin der Nacht ist an Mozarts Zauberflöte angelehnt.
Ihre Single Hallo Sommer wurde von Tim Peters produziert.

## Rollen (Auszug)
- 1998–2000 Sarah in Tanz der Vampire, Vereinigte Bühnen Wien, Raimundtheater
- 2001 Lisa & Lucy in Jekyll & Hyde, Theater Bremen
- 2003 Lisa & Lucy in Jekyll & Hyde, Musical Dome Köln
- 2004–2005 Ozzy Osbourne in We Will Rock You, Musical Dome Köln
- 2007 Hohe Priesterin, Rheintochter in Der Ring, Theater Bonn
- 2008–2015 Eva Peron in Evita, Theater Lübeck
- 2009 Marionetta in Phantasma, Saarländisches Staatstheater
- 2011 Kaiserin Elisabeth in Ludwig², Bigbox Kempten
- 2012 Rock Girl in Musical Rocks, Europatournee
- 2012 Eva Peron in Evita, Theater Trier
- 2012 Schneewittchen in SnoWhite, Theater Bonn
- 2013 Schneewittchen in SnoWhite, Neue Gebläsehalle, Neunkirchen
- 2014 Eva Peron in Evita, Staatstheater Wiesbaden
- 2015 Eva Peron in Evita, Staatsoperette Dresden
- 2018–2024 Kaiserin Elisabeth in Ludwig², Festspielhaus Neuschwanstein
- 2019 Mutter Maria in Narziss & Goldmund (Konzertvorstellung), Stuttgart
- 2019 Johanna in Die Päpstin, Festspielhaus Neuschwanstein[10]
- 2020 Solistin Cosette, Kaiserin Elisabeth, Kate Mullins in When Musical meets History, Colosseum Theater Essen
- 2020 Johanna in Die Päpstin, Schwäbisch Gmünd
- 2021 Solistin At the movies, Bielefeld
- 2021 Solistin Christine, Lucy  Mitternachtsball, Oberhausen
- 2022 (April) Johanna in Die Päpstin, Deutsches Theater München
- 2022 Solistin  This is the greatest Show – Sound of Music Concerts
- 2022 (November) Johanna in Die Päpstin, Deutsches Theater München
- 2022 (Dezember) Johanna in Die Päpstin, Festspielhaus Neuschwanstein[10]
- 2023 Eileen in Wonderful Town, Schwäbisch Gmünd
- 2023 Emmy Berg in Zeppelin Musical, Festspielhaus Neuschwanstein
- 2023 Königin in Dream King Musical Festspielhaus Neuschwanstein
- 2023 Johanna in Die Päpstin, Festspielhaus Neuschwanstein
- 2023 Engel in „Vom Geist der Weihnacht“ Festspielhaus Neuschwanstein
- 2024 Johanna in Die Päpstin, Festspielhaus Neuschwanstein
- 2024 Kaiserin Dream King Musical Festspielhaus Neuschwanstein
- 2024 Emmy Berg in Zeppelin Musical, Festspielhaus Neuschwanstein
- 2024 Kaiserin Elisabeth in Ludwig², Festspielhaus Neuschwanstein
- 2024 Pamina in Zauberflöte Musical Deutsches Theater München
- 2024 Pamina in Zauberflöte Musical  Festspielhaus Neuschwanstein
- 2024 Engel in „Vom Geist der Weihnacht“ Festspielhaus Neuschwanstein
- 2025 Pamina in Zauberflöte Musical  Metronom Theater Oberhausen
- 2025 Pamina in Zauberflöte Musical  Festspielhaus Neuschwanstein
- 2025 Johanna in Die Päpstin, Festspielhaus Neuschwanstein

## Diskographie
- 2005 We Will Rock You – Das Original Musical
- 2009 Qi – Eine Palast-Phantasie, Komponist: Frank Nimsgern
- 2009 Phantasma Musical Cast CD
- 2011 Ludwig 2 Musical Cast CD
- 2013 My Mind
- 2014 For all time yours
- 2015 You can’t bring me down
- 2016 Cry (for your love) mit Dirty Impact
- 2016 Kann das Liebe sein? – Single (Uptown Records), Komponist: Gary Lux
- 2018 Hey Hey Süßer
- 2018 Abschiedsküsse schmecken bitter
- 2020 Das Gefühl der Weihnachtszeit
- 2021 Die Königin der Nacht
- 2021 Die Königin der Nacht (Club Mix)
- 2021 Winterwunderwelten
- 2022 Warum hast du mich wachgeküsst
- 2022 Hallo Sommer
- 2022 Immer wenn du mein Herz berührst
- 2023 Die geilsten Augen der Welt
- 2023 Gold der Nacht
- 2024 Das Leben ruft
- 2024 Blackout
- 2025 Das ist doch egal
- 2025 Ticket nach Berlin
- 2025 Bilderbuch
- 2025 Guten Morgen Sonnenschein, Duett mit Ross Antony

## Fernsehauftritte
- ARD: Immer wieder sonntags
- MDR - ORF 2: Wenn die Musi spielt
- ORF 2[11]: Studio 2
- ORF 2[11]: Guten Morgen Österreich
- ORF 2[11]: Die Brieflos-Show